# سرپاور هامبالت
سرپاور هامبالت (نام علمی: Dosidicus gigas) نام یک گونه از تیره سرپاور پرنده است.